# 直江状
《直江状》是安土桃山时代武将上杉景胜授意重臣直江兼续写给德川家康一封回信。
丰臣秀吉去世之前，曾将上杉景胜从越后国转封到会津，实力有所增强。上杉景胜在庆长4年（1599年）開始兴修城池、道路，德川家康怀疑景胜有谋反之心，遂召其前往大坂辩明情况，上杉景胜对此感到不快，于是命令直江兼续写了一封信作为回复，这封信就是《直江状》。信裡对德川家康的指控逐条反驳，并含讥讽之语，德川家康读信后大怒，于庆长5年（1600年）要求各方大名讨伐上杉景胜；然而此时鸟居元忠急报石田三成等率兵进攻伏见城，德川家康不得不带兵折返，关原之战正式引爆。
不过有学者考证称现存《直江状》并非原文，係后人伪造。